# 佐洛塔河
佐洛塔河（羅馬化：Zolota）是烏克蘭西部的河流，屬於德涅斯特河的支流。該河發源自索科利夫，流經特諾皮爾州的喬爾特基夫區，河道全長17公里。